# Plaxico Burress
Plaxico Burress (* 12. August 1977 in Norfolk, Virginia) ist ein ehemaliger US-amerikanischer American-Football-Spieler auf der Position des Wide Receivers. Er spielte von 2000 bis 2013 für die Pittsburgh Steelers, New York Giants und New York Jets in der National Football League (NFL). Er gewann mit den Giants den Super Bowl XLII.

## Karriere
Burress spielte sehr erfolgreich College Football für die Michigan State University und wurde 2000 von den Pittsburgh Steelers in der ersten Runde der NFL Draft an 8. Position ausgewählt. Burress wurde in seinem zweiten Jahr in der NFL zum Starter, und insbesondere bei weiten Pässen zur Gefahr für den Gegner. Seine Körpergröße von 1,96 m und seine große Sprungkraft geben vielen Teams der NFL Probleme bei der Verteidigung von Burress. 2001 und 2002 fing er jeweils Pässe für mehr als 1000 Yards.
2005 wechselte er zu den New York Giants und unterschrieb dort einen Vertrag, der ihm über sechs Jahre ein Gehalt von 25 Millionen Dollar sicherte. Bei seinem neuen Team wurde er zu einer der bevorzugten Anspielstationen von Quarterback Eli Manning. In der Saison 2007 erreichten die Giants als „Wild-Card Team“ die Play-offs und drangen bis in den Super Bowl XLII vor. Gegen die bis dahin ungeschlagenen New England Patriots fing Plaxico Burress 35 Sekunden vor Schluss den entscheidenden Touchdown-Pass von Eli Manning zum Endstand von 17-14 für die Giants und sicherte sich damit seinen ersten Super-Bowl-Ring.

## Schusswaffen-Vergehen am 28. November 2008 und folgende Suspendierung
Am 28. November 2008 erlitt Burress während eines Besuchs in einem New Yorker Nachtclub eine Schussverletzung an der rechten Hüfte, die er sich nach Angaben von Zeugen beim Hantieren mit einer Waffe selbst zugefügt haben soll. Er wurde am 29. November in einem Hospital in New York wegen dieser Verletzung behandelt. Die Polizei ermittelte gegen Burress wegen zweier Vergehen des unerlaubten Waffenbesitzes. Am Montag, den 1. Dezember 2008 wurde er in Gewahrsam genommen und von einem Gericht gegen Zahlung einer Kaution in Höhe von US-$ 100.000 auf freien Fuß gesetzt.
Am 2. Dezember 2008 suspendierten die New York Giants Plaxico Burress für die restlichen vier Spiele der regulären NFL-Saison 2008/2009 und setzten ihn auf die „Reserve non-Football Injury“-Liste. Als Auswirkung dieser Maßnahme konnte er für den Rest der Saison (inklusive Play-offs) weder an Trainingseinheiten seines Teams teilnehmen, noch als aktiver Spieler in den Kader zurückkehren. Begründet wurde die Suspendierung mit Burress' Verhalten, das als „dem Team abträglich“ gewertet wurde.
Als Folge seiner Suspendierung durch die New York Giants verlor Burress seinen Anspruch auf die wöchentliche Gehaltszahlung, die sich in seinem Fall auf rund 206.000 Dollar pro Spiel belief. Burress wurde am 3. April 2009 durch die Giants entlassen.
Am 20. August 2009 bekannte sich Burress unter anderem des unerlaubten Waffenbesitzes schuldig, wodurch er zu zwei Jahren Haft und anschließenden zwei Jahren Bewährung verurteilt wurde.

### Frühere Vorfälle
Die Suspendierung am 2. Dezember 2008 war für Burress bereits die zweite derartige Maßnahme während der laufenden Saison. Seit 2005 erhielt Burress bereits zahlreiche Geldstrafen wegen Verletzung von Team- oder NFL-Regeln.
- Am 12. Juni 2008 verhängten die New York Giants gegen Burress eine Geldstrafe in Höhe von 25.000 Dollar. Er hatte sich geweigert, an einem vorgeschriebenen Trainingslager teilzunehmen.
- Am 19. August 2008 rief die Ehefrau von Burress wegen einer häuslichen Auseinandersetzung die Polizei. Gegen Burress wurde vom Gericht eine einstweilige Verfügung ausgesprochen.
- Für das Spiel gegen die Seattle Seahawks am 2. Oktober 2008 war Burress vom Team wegen Nichterscheinens bei einer Teambesprechung nicht in den Kader berufen worden (Teil einer Suspendierung von insgesamt zwei Wochen); außerdem erhielt er von den New York Giants eine Geldstrafe in Höhe von 117.000 Dollar.
- Am 19. Oktober 2008 erhielt er von der NFL eine Disziplinarstrafe von 45.000 Dollar für regelwidriges Verhalten während und nach dem Spiel gegen die San Francisco 49ers: Nachdem ein Schiedsrichter nach einem Foul von Burress einen Regelverstoß geahndet hatte, hatte Burress diesen beleidigt und den Ball in die Zuschauerränge geworfen. Auch nach Spielende hatte sich Burress  negativ gegenüber dem Schiedsrichter-Team geäußert.
- Am 26. Oktober 2008 wurde Burress für das erste Spielviertel gegen die Pittsburgh Steelers nicht in der Startaufstellung berücksichtigt. Das Team begründete die Maßnahme mit dem Versäumen eines vorgeschriebenen Behandlungstermins.

## Neuanfang
Am 1. August 2011 wurde Burress von den New York Jets verpflichtet. Er unterschrieb einen Einjahresvertrag, der ihm drei Millionen Dollar garantiert. Trotz einer guten Saison bei den Jets wurde sein Vertrag nicht verlängert und er fand lange kein anderes Team.

### Rückkehr zu den Pittsburgh Steelers
Nachdem sich die Wide Receiver Jerricho Cotchery und Antonio Brown verletzt hatten, verpflichteten die Pittsburgh Steelers nach einem Probetraining am 20. November 2012 den noch immer auf Teamsuche befindlichen Burress.